# Сроцько-Велике
Сроцько-Велике (пол. Srocko Wielkie, нім. Groß Srocko) — село в Польщі, у гміні Чемпінь Косцянського повіту Великопольського воєводства.
Населення — 186 осіб (2011).
У 1975-1998 роках село належало до Познанського воєводства.

## Демографія
Демографічна структура станом на 31 березня 2011 року:
|          | Загалом | Допрацездатний вік | Працездатний вік | Постпрацездатний вік |
| -------- | ------- | ------------------ | ---------------- | -------------------- |
| Чоловіки | 90      | 20                 | 61               | 9                    |
| Жінки    | 96      | 23                 | 59               | 14                   |
| Разом    | 186     | 43                 | 120              | 23                   |